# Food.com
Food.com — цифровой бренд и онлайновая социальная сеть, в которой представлены рецепты домашней кухни и знаменитых поваров, кулинарные новости, новые и классические кулинарные шоу и поп-культура, связанная с едой и кулинарией. Сайт Food.com был запущен в сентябре 2017 года и предлагает рецепты, фотографии, статьи и видеоконтент в Интернете, а также приложения для потоковой передачи видео и смартфонов.
На сайте его пользователи могут добавлять обзоры, модификации, вопросы и фотографии на более чем 500 тыс. страниц кулинарных рецептов. На сайте также предлагается 75 самых популярных рецептов среди сообщества сайта за все время: от пятизвездочного бананового хлеба до популярных макарон с сыром.

## История
Американский сайт, ранее известный как Recipezaar (recipezaar.com), а первоначально как Cookpoint (Cookpoint.com), был создан в 1999 году в окрестностях Сиэтла, штат Вашингтон, двумя бывшими технологами компании Microsoft — Гаем Гилмором и Троем Хакала. То, что начиналось как идея объединить домашних поваров со всего мира, превратилось во всемирное кулинарное сообщество, имеющее дело с ежедневным приготовлением пищи, и включающее более 500 000 рецептов, созданных пользователями, более 125 000 фотографий, миллионы обзоров и настроек.
В 2017 году сайт Food.com сменил свое название на Genius Kitchen, но с июля 2019 года было вновь возвращено прежнее название сайта Food.com.
Сайт Food.com управляется штаб-квартирой, находящейся в Нью-Йорке, и является частью портфеля американской компании Discovery Inc., которая также владеет и управляет такими брендами, как Discovery Channel, Animal Planet, American Heroes Channel, Food Network, Cooking Channel, HGTV, Travel Channel, DIY Network и Great American Country. Материалы сайта несвободные (защищены копирайтом).